# Les Deux Croisés
Pour plus de détails, voir Fiche technique et Distribution.
Les Deux Croisés (I due crociati) est un film italien réalisé par Giuseppe Orlandini et sorti en 1968.

## Synopsis
Parodie comique de la croisade de Godefroy de Bouillon centrée sur les avatars des «  croisés »  Franco Franchi et Ciccio Ingrassia.

## Fiche technique
- Titre français : Les Deux Croisés[1]
- Titre original : I due crociati
- Réalisation :	Giuseppe Orlandini
- Scénario : Roberto Gianviti, Dino Verde, Lucio Fulci
- Décors : Andrea Crisanti
- Musique : Lallo Gori
- Photographie : Franco Delli Colli
- Producteur :	Fulvio Lucisano
- Genre : Comédie
- Durée : 100 minutes
- Année de sortie :1968

## Distribution
- Franco Franchi : Franco di Carrapipi
- Ciccio Ingrassia : Ciccio vicomte de Braghelunge
- Janet Agren : Clorinda
- Fiorenzo Fiorentini : conseiller de Ciccio
- Umberto D'Orsi : Godefroy de bouillon
- Ignazio Leone : Biagio
- Marco Tulli : frère Giulivo
- Nino Fuscagni : Richard cœur de panthère
- Fabio Testi : chevalier Croisé